# El Álamo, Santa María del Río
El Álamo är en ort i Mexiko.   Den ligger i kommunen Santa María del Río och delstaten San Luis Potosí, i den centrala delen av landet, 290 km nordväst om huvudstaden Mexico City. El Álamo ligger 1 875 meter över havet och antalet invånare är 210.
Terrängen runt El Álamo är kuperad västerut, men österut är den platt. El Álamo ligger nere i en dal. Runt El Álamo är det ganska glesbefolkat, med 26 invånare per kvadratkilometer. Närmaste större samhälle är San Diego de la Unión, 18,1 km sydväst om El Álamo. Trakten runt El Álamo består i huvudsak av gräsmarker.